# إيوان إيفانز (لاعب كرة قدم)
إيوان إيفانز (بالإنجليزية: Ioan Evans)‏ هو لاعب كرة قدم بريطاني في مركز الهجوم، ولد في 2002. لعب مع نيوبورت كونتي.

## وصلات خارجية
- إيوان إيفانز (لاعب كرة قدم) على موقع قاعدة بيانات كرة القدم.إي يو (الإنجليزية)
- إيوان إيفانز (لاعب كرة قدم) على موقع قاعدة بيانات كرة القدم.إي يو (الإنجليزية)
- إيوان إيفانز (لاعب كرة قدم) على موقع Soccerbase.com (لاعب) (الإنجليزية)